# コーカサスの風景

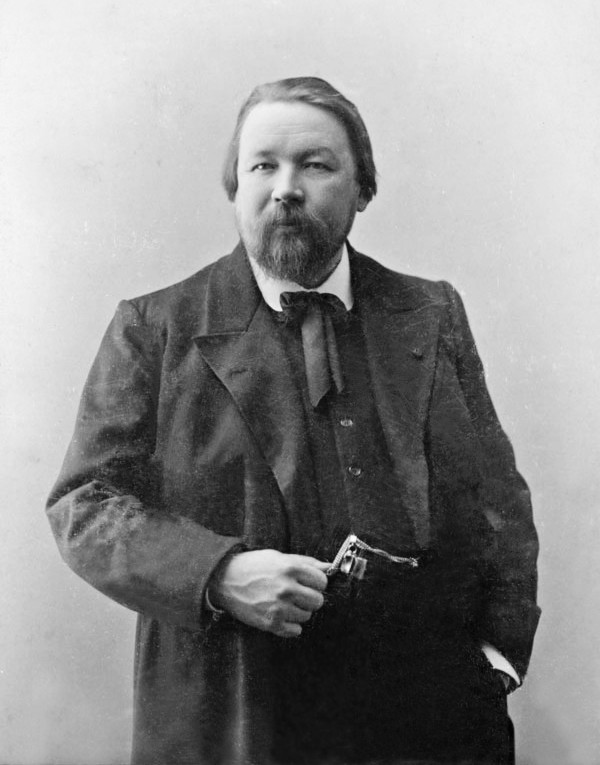
ミハイル・イッポリトフ＝イワノフ

組曲『コーカサスの風景』（コーカサスのふうけい、露: Сюита «Кавказские эскизы»）作品10はミハイル・イッポリトフ＝イワノフが1894年に作曲した管弦楽曲。4曲から成る。演奏時間は約20分。

## 概要
イッポリトフ＝イワノフは、1882年にサンクトペテルブルク音楽院を卒業すると、ロシア音楽協会の支部設立、指導の任務を帯びてチフリスに派遣された。1893年にモスクワ音楽院教授に転任するまでのおよそ10年間、指導者として音楽学校を開設し、オペラ上演を行うなど精力的に活動したが、その傍ら、コーカサス地方の音楽に興味を抱き、各地を旅行して民族音楽を熱心に研究している。本作は、その研究成果として、チフリス滞在中におおよその形がまとめられ、細部の仕上げやオーケストレーションはモスクワに戻った1894年に行われている。本作の成功を受けて、続編（組曲『イヴェリア』）も作曲された。

## 初演
1895年2月5日、モスクワのロシア音楽協会演奏会で作曲者自身の指揮により初演。

## 編成
フルート2（1はピッコロ持ち替え）、オーボエ2（1はコーラングレ持ち替え）、クラリネット2、ファゴット2、ホルン4、トランペット2、コルネット2、トロンボーン2、バストロンボーン、チューバ、ティンパニ、東洋風ピッコロ・ティンパニ、バスドラム、スネアドラム、シンバル、タンブリン、トライアングル、ハープ、弦五部

## 曲の構成

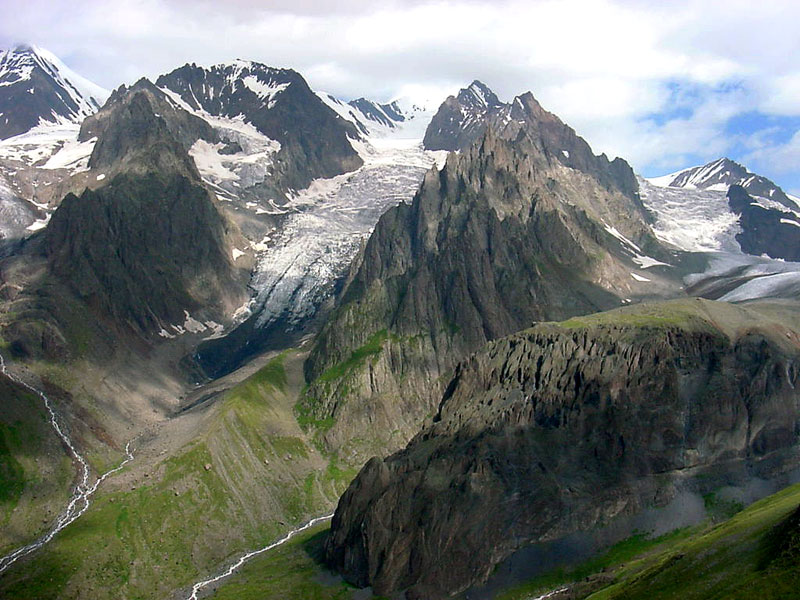
コーカサス山脈

第1曲「峡谷にて」（露: В ущелье）
ホ長調、三部形式、4分の4拍子。ダリヤール峡谷の風景を描いた雄大な曲。作曲者によれば、冒頭のホルンは峡谷に響くこだまを、弦楽器の細かい動きはテレク川のざわめきを表す。中間部は4分の3拍子となり、クラリネット、次いで弦楽器により美しい主題が奏される。
第2曲「村にて」（露: В ауле）
嬰ヘ短調、4分の2拍子。東洋的な詠嘆調のメロディがコーラングレとヴィオラで奏される。中間部は8分の3拍子に変わり、東洋的な舞曲が繰り広げられる。冒頭のメロディが再帰し静かに終わる。作曲者が初めてコーカサスの地を訪れた際、青年と老人の二人のグルジア人がタールとドゥドゥークで奏でていた即興曲が素材となっている。
第3曲「モスクにて」（露: В мечети）
ロ短調、4分の3拍子。作曲者がバトゥミで聴いたアザーンのメロディを用いた静かな曲。オーボエに始まり、楽器を変えながら一つのメロディが単純に繰り返される。木管楽器、ホルン、ティンパニのみで奏され、弦楽器は登場しない。
第4曲「酋長の行列」（露: Шествие сардар）

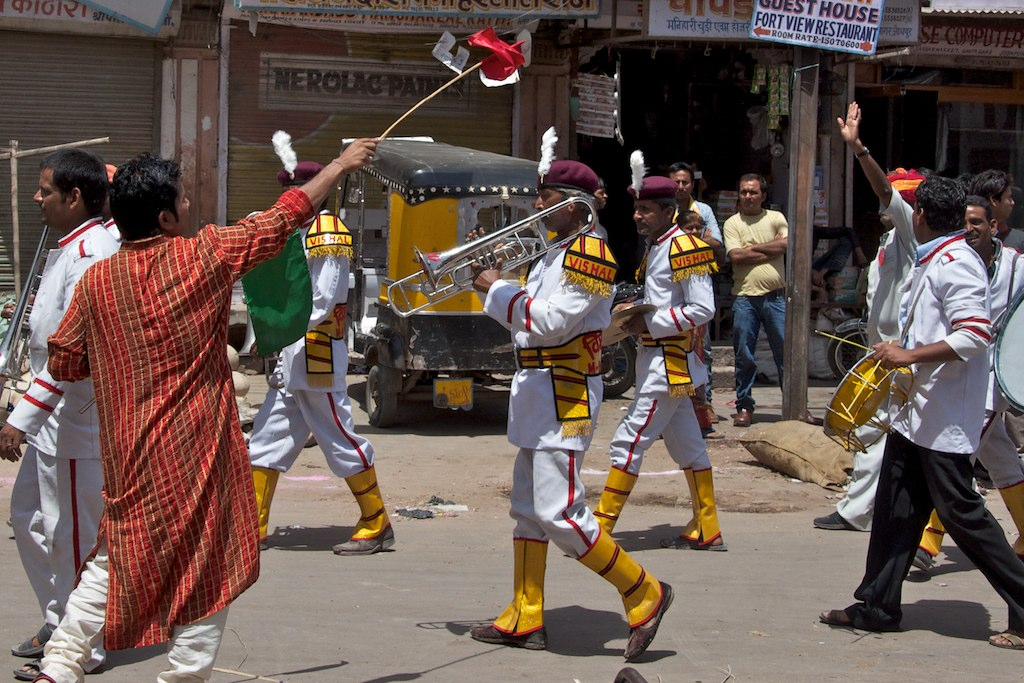
酋長の行列、サルダール市場での祭りにて

ホ長調、4分の4拍子。サルダール（сардар(сердар)）は中近東諸国の軍総司令官を指す。勇壮さと東洋的な侘しさを合わせ持つ行進曲で全曲の中でも特に親しまれている。ピッコロとファゴットで奏されるメロディが、クラリネットの東洋的なメロディと溶け合い、勇壮に終わる。

## 使われた作品など

### 映画
- 夢（1990年、黒澤明監督）

エンディングクレジットで第2曲「村にて」の前半部分が流れる。大王わさび農場の美しい風景と相俟って忘れがたい印象を残す。演奏はウラジーミル・フェドセーエフ指揮モスクワ放送交響楽団。

### テレビ
- 名曲アルバム

第2曲「村にて」と第4曲「酋長の行列」をメドレーにし、5分以内にしたものを番組内で流したことがある(小林研一郎指揮、東京フィルハーモニー交響楽団演奏)。このバージョンは『名曲アルバム 第2集 チゴイナーワイゼン』などで視聴できる。

### ゲーム
- セクシーパロディウス（1996年、コナミ（現・コナミデジタルエンタテインメント））

最終ステージのBGMとして第4曲「酋長の行列」が使用されている。